# آن ترایسمن
آن ماری ترایسمن (انگلیسی: Anne Marie Treisman؛ زادهٔ ۲۷ فوریهٔ ۱۹۳۵) یک دانشمند در زمینه روان‌شناسی اهل ایالات متحده آمریکا است.
وی همچنین برنده جوایزی همچون نشان ملی علوم شده‌است.